# Limosina rufilabris
Limosina rufilabris är en tvåvingeart som beskrevs av Christian Stenhammar 1854. Limosina rufilabris ingår i släktet Limosina och familjen hoppflugor. Inga underarter finns listade i Catalogue of Life.